# كوهي أودا
كوهي أودا (باليابانية: 小田幸平؛ بالكانا: おだ こうへい) هو لاعب كرة قاعدة ياباني، ولد في 15 مارس 1977 في تاكاساغو في اليابان.

## وصلات خارجية
- كوهي أودا على موقع الدوري الياباني لكرة القاعدة (الإنجليزية)
- كوهي أودا على موقعبيزبول رفرنس.كوم (الدوري الثانوي) (الإنجليزية)